# Het Hoefijzer
Het Hoefijzer of Hoefijser was een Haarlemse brouwerij aan het einde van de 16e en het begin van de 17e eeuw.
De brouwerij was in het bezit van Pieter Jacobsz Olycan (1572-1658), een lid van een belangrijke Haarlemse brouwersfamilie. Olycan bezat gelijktijdig de brouwerij De Vogelstruijs, een trapgevel-pand dat nog steeds bestaat aan het Donkere Spaarne 56.